# Kanton Le Morne-Rouge
Kanton Le Morne-Rouge is een voormalig kanton van het Franse departement Martinique. Kanton Le Morne-Rouge maakte deel uit van het arrondissement Saint-Pierre en telde 5.170 inwoners (2007). Het kanton had een oppervlakte van 37,64 km² en een dichtheid van 137 inwoners per vierkante kilometer. Het werd zoals alle kantons van Martinique opgeheven op 1 januari 2016.

## Gemeenten
Het kanton Le Morne-Rouge omvatte uitsluitend de gemeente Le Morne-Rouge.